# Lu Jia (Han occidental)

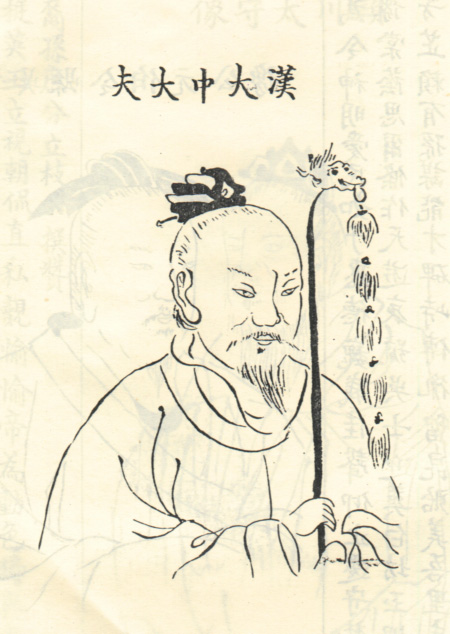
Lu Jia

Lu Jia (陸賈; fallecido en 170 a. C.) fue un filósofo y político chino de la  dinastía Han occidental. Aseguró la sumisión geopolítica nominal del reino de Nanyue de Zhao Tuo a Han en 196 a. C..
El Libro de Han le acredita haber convertido al fundador de la dinastía Han, Liu Bang, al confucianismo. Una anécdota cuenta que en una reunión temprana, Liu se burló de los intereses académicos de Lu con las palabras Hago todas mis conquistas desde la parte trasera de mi caballo, ¿de qué me sirven los Documentos y las Odas? A lo que Lu respondió: Una vez que mi señor haya terminado con la conquista, ¿también tiene la intención de gobernar desde la parte trasera de su caballo? Esto hizo que Liu se detuviera y posteriormente le pidió a Lu que escribiera para él un libro de ejemplos históricos que describieran por qué Qin había perdido el apoyo del mundo y cómo el propio Liu podría ganarlo y retenerlo. Este se convirtió en el volumen de 12 capítulos conocido como Xin Yu新语 ("Nuevos Discursos ”).
Xin Yu integra los conceptos de yin y yang en una descripción del gobierno benévolo y su relación con el autocultivo. Esta combinación de yin y yang con el concepto clásico de Confucio de gobierno benévolo fue un precursor de la escritura de Dong Zhongshu en el Rocío exuberante de los anales de primavera y otoño.